# Cartas y escritos de Georg Friedrich Händel

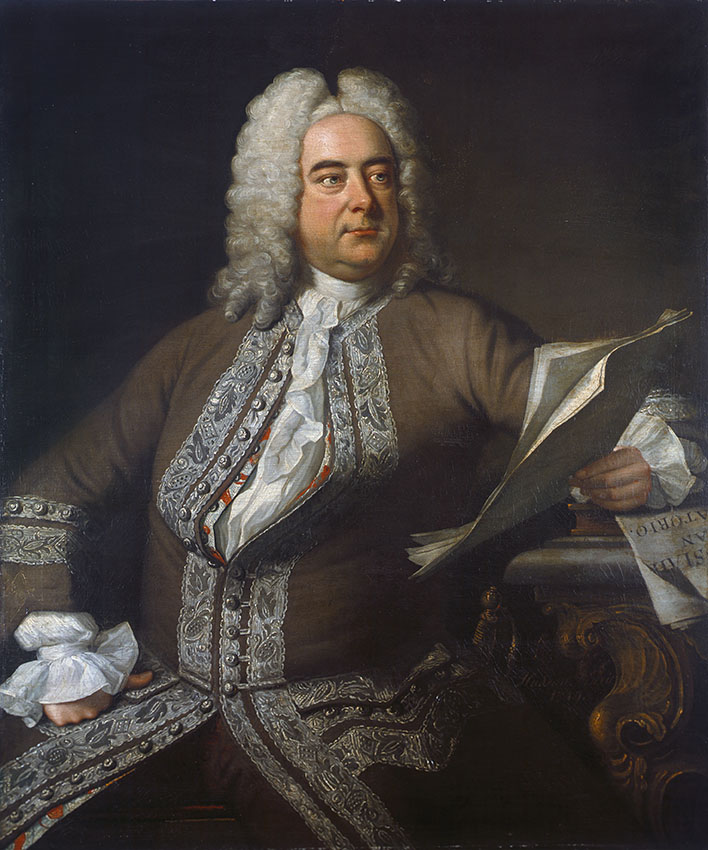
Georg Friedrich Händel

Pocas son las cartas y escritos de George Frideric Handel (1685-1759) que han llegado a nuestros días, muchas menos que las de otros compositores importantes. Handel escribió relativamente pocas cartas y no guardó ningún diario. Sin embargo, esas cartas conservadas proporcionan información sobre los diversos aspectos de la vida de Handel. Una de las razones del pequeño número de cartas sobrevivientes es que Handel no ocupó ningún cargo que requiriera la recopilación y el almacenamiento de registros y escritos.
Todas sus cartas y escritos son de un estilo muy educado. El final habitual (de muchas cartas) era: "Señor, su más obligado y humilde servidor, GEORGE FRIDERIC HANDEL".
La carta del 30 de septiembre de 1749 se reproduce en el documento pdf citado en su entrada más abajo.

## Cartas y escritos
La siguiente tabla contiene una relación resumida de las cartas y escritos conocidos de Handel. Hay que tener en cuenta que en los resúmenes de estas cartas y escritos a veces se trata de mostrar más o menos como se expresaría Handel (se aprecia bien en la versión en inglés de este artículo).
| Fecha                     | Escrito en | Dirigida a                                                                                 | Resumen |
| ------------------------- | ---------- | ------------------------------------------------------------------------------------------ | --- |
| 18 de marzo de 1704       | Alemán     | Johann Mattheson (1681-1748)                                                               | Handel afirma que disfruta de una conversación agradable con Mattheson, y que tal conversación sería posible cuando Mattheson se vuelva indispensable en la Ópera. Handel expresa su deseo de conocer a Mattheson antes de su partida (probablemente a Hamburgo).. |
| Finales de julio de 1711  | Francés    | Andreas Roner                                                                              | Handel le pide a Roner que transmita elogios a Monsieur Hughes, y afirma que le escribirá a Hughes lo antes posible. Handel expresa el deseo de recibir un poema escrito por Hughes. Handel afirma que está haciendo algunos progresos con la lengua francesa. |
| 29 de junio de 1716       | Inglés     | Mr John G—                                                                                 | Handel (poseedor de 500 libras en acciones de la South Sea Company) declara que el dividendo sobre las acciones (en "el próximo mes de agosto") se debe pagar al Sr. Thomas Carbonnel. (El apellido completo del destinatario se ha eliminado del manuscrito) |
| 20 de febrero de 1719     | Francés    | Michael Dietrich Michaelsen (1680-1748)                                                    | (Michaelsen se había casado con la hermana de Handel, Dorothea Sophia). Handel explica su demora en visitar a Michaelsen para asuntos urgentes, asegura que pronto lo visitará y preguntas sobre su "Mama" (de Handel). Handel se manifiesta inconsolable si no fuera capaz de visitarle en breve (para compensar su retraso). Handel se disculpa por (y se avergüenza de) una entrega retrasada de peltre, lo que indica que el comerciante de Magdeburgo no ha cumplido con su encargo. Handel agradece a Michaelsen por los buenos deseos que envió para el Año Nuevo y desea que el Todopoderoso pueda derramar prosperidad sobre Michaelsen y su familia. (Dorothea había muerto el año anterior) Handel espera que el Todopoderoso sanará, con su preciosa bendición, la profunda herida infligida a Michaelsen; y declara que siempre recordará la amabilidad que Michaelsen le mostró a Dorothea. Finalmente, Handel pide a Michaelsen que presente sus cumplidos al Sr. Rotth y a todos sus amigos. (El maestro Christian Roth era primo de Handel.) |
| 24 de febrero de 1719     | Francés    | Johann Mattheson                                                                           | Handel escribe que está de acuerdo con los puntos de vista de Mattheson sobre la resolución (un sistema de atribución de una sílaba distinta a cada nota en una escala musical), y con la falta de utilidad de los modos musicales griegos en la "música moderna" (de la época de Handel). . En un punto desconocido, Handel afirma que no ha tenido tiempo suficiente para darle al tema la concentración que merece, pero se compromete a hacerlo. |
| 14 de noviembre de 1720   | Inglés     |                                                                                            | El prefacio para la edición de Handel de Suites de pieces pour le Clavecin. Las palabras de Handel en su totalidad son: "Me he visto obligado a publicar algunas de las siguientes lecciones, porque fuera (en el extranjero) se han hecho copias subrepticias e incorrectas. He añadido algunas nuevas (lecciones) para que conseguir que la Obra sea más útil, las cuales encontrarán una acogida favorable; Todavía procederé a publicar más, considerando que es mi deber, con mi Pequeño Talento, servir a una Nación de la que he recibido tanta Generosidad y Protección". |
| Finales de 1720           | Inglés     | Jorge I (1670-1727)                                                                        | Handel le escribe al rey para presentar su ópera Radamisto. Handel adula al monarca: "Me siento aún más alentado por la aprobación que usted, Majestad, ha dado a la música de este drama". La carta se dirigió al "Rey de más Excelente Majestad", y el final que remata la carta fue "SIR, el Más Devoto, el Más obediente, y el más fiable Súbdito y Siervo de Su Majestad". |
| febrero de 1725           | Inglés     | La Cámara de los Lores The Right Honourable The Lords Spiritual and Temporal in Parliament | Handel escribe que nació "en Halle, en Sajonia, fuera de la lealtad de Su Majestad", pero siendo de religión protestante, y habiendo "dado testimonio de lealtad y fidelidad a Su Majestad", solicitó que su nombre se añadiera en el texto 'Un Acta para naturalizar a Louis Sechehaye'. (El rey promulgó el acta el 20 de febrero de 1727 y Handel se convirtió en súbdito británico. Véase Private Act, 13 George I, c. 2 Archivado el 1 de marzo de 2019 en Wayback Machine. |
| 22 de junio de 1725       | Francés    | Michael Dietrich Michaelsen                                                                | Handel escribe para admitir que es culpable de no haber cumplido con sus deberes pendientes con Michaelsen. Handel reconoce y agradece la amabilidad de mostrada por Michaelsen con su madre (la de Handel). Handel pide a Michaelsen que envíe noticias de vez en cuando y explica que su deseada visita se ha retrasado. Handel dice que se sentiría halagado si Michaelsen le concediera un rincón en su memoria, y rinde su humilde respeto para con la esposa de Michaelsen (Michaelsen volvió a casar después de enviudar de la hermana de Handel). Por último, Handel abraza con ternura a su querida hijastra y al resto de su familia, y da sus cumplidos "a todos nuestros amigos de ambos sexos". |
| 11 de marzo de 1729       | Francés    | Michael Dietrich Michaelsen                                                                | Handel agradece a Michaelsen su correspondencia y explica que las noticias son un gran consuelo en sus viajes. Handel detalla que todo lo que Michaelsen debe hacer es "enviar las cartas siempre al Sr. Joseph Smith, banquero, de Venecia ... quien me las enviará a los diferentes lugares donde estaré en Italia". Handel expresa su alegría de que Michaelsen y su familia se encuentren en perfecto estado de salud, y espera abrazarlos (en un viaje previsto para el mes de julio). |
| 19 de junio de 1730       | Francés    | Francis Colman                                                                             | (Francis Colman escribió el libreto de la obra Ariadna en Creta, de Handel). Handel escribe sobre condeguir a la contralto Merighi, y que una soprano debía ser originaria de Italia. Handel promete escribir en ese sentido al Sr. Swinny, y además recomienda que la soprano que se van a conseguir sea capaz de interpretar partes de papeles masculinos de la ópera. Handel ruega a Colman que no lo mencione "en los contratos como primer, segundo o tercer papel porque eso nos molesta para la elección de Drama y causa gran molestia". Finalmente, Handel solicita asistencia para obtener "un hombre y una mujer para la próxima temporada que comienza en octubre de este año y termina en julio de 1731 ...". |
| 27 de octubre de 1730     | Francés    | Francis Colman (1691-1733)                                                                 | Handel agradece a Colman por sus esfuerzos para involucrar al Sr. Senesino, y menciona que de las mil cuatrocientas guineas habladas, cien guineas ya se han pagado a Senesino en doce días desde su llegada. Además, como la Señoa Pisani no ha llegado, y como la temporada está muy avanzada, Handel informa que "vamos a prescindir de otra mujer de Italia este año ...". Handel escribe que es obligado que Colman pensara en la Señora Madalena Pieri como la mujer "que puede hacer las partes de los hombres", pero que la actual compañía de cinco es adecuada, y que se han encontrado sustitutos para el resto. Finalmente, Handel agradece y reconoce su gratitud a Colman por su trabajo consiguiendo cantantes, ya que "en estos momentos la Corte y la Nobleza tienen una compañía de su agrado". |
| 23 de febrero de 1731     | Alemán     | Michael Dietrich Michaelsen                                                                | Handel escribe para agradecer a Michaelsen por "el cuidado que ha tenido al enterrar a mi madre según sus últimos deseos". Señalando que no puede detener sus lágrimas, Handel escribe que la memoria de su madre se quedará con él hasta que se reúna con ella "después de esta vida". Promete mostrar su gratitud a Michaelsen con "hechos y con palabras". Handel continúa agradeciendo a una lista de personas y afirma que conservará "como un muy precioso recuerdo" el material impreso que se le ha enviado. Finalmente, Handel ofrece sus condolencias por la muerte del cuñado de Michaelsen. |
| 10 de agosto de 1731      | Francés    | Michael Dietrich Michaelsen                                                                | Handel nuevamente agradece a Michaelsen las molestias que le hayan causado el entierro de su madre (de Handel), y le agradece las "Oraciones funerarias" que envió. Handel promete pagar en parte sus obligaciones con Michaelsen, y termina enviando sus respetos y cumplidos a la esposa de Michaelsen, su ahijada (de Handel), y al resto de la familia de Michaelsen. |
| 21 de agosto de 1733      | Alemán     | Michael Dietrich Michaelsen                                                                | Handel agardece a Michaelsen su anterior carta, por la cercanía habida con los parientes en Gotha. Handel expresa su profunda gratitud por las molestias que Michaelsen se tomó "con respecto a los recibos y gastos desde el 1 de julio del año 1732 hasta el 30 de julio de 1733, sobre la casa que mi madre dejó". Debido a asuntos apremiantes, Handel lamenta no poder visitarle para ver la casa. Handel agradece a Michaelsen por acordarse del último deseo de su madre (de Handel) respecto a su lápida. De las cuentas enviadas a él, Handel observa que Frau Händelin paga 6 táleros al año de alquiler, y cuenta a Michaelsen que le gustaría que ella no tuviera que pagar alquiler alguno, y que ella pudiera vivir en la casa todo el tiempo que quisiera. Handel devuelve "la cuenta con mi firma" y promete no olvidar sus "obligaciones respecto a esto". Finalmente, Handel envía saludos a la esposa de Michaelsen, a la familia Taust y a todos sus amigos. |
| 27 de agosto de 1734      | Inglés     | (destinatario desconocido)                                                                 | Handel escribió en su totalidad: "A mi llegada a la Ciudad desde el campo, me sentí honrado por su amable invitación. Lamento mucho que, por la situación de mis asuntos, me vea privado de recibir ese Placer comprometido con el Sr. Rich para llevar las Óperas en el Covent Garden. Espero que a su regreso a la ciudad, Señor, compensaré esta pérdida. Mientras tanto, le ruego a usted para ser persuadido de el sincero respeto por el por el que soy señor, su más obediente y humilde Servidor ... ". |
| Finales de agosto de 1734 | Inglés     | Sir Wyndham Knatchbull-Wyndham (1699-1749)                                                 | Esta carta es más o menos una copia de la carta fechada el 27 de agosto de 1734. |
| 29 de julio de 1735       | Francés    | Johann Mattheson                                                                           | (No hay traducción disponible) |
| 28 de julio de 1735       | Inglés     | Charles Jennens                                                                            | (Jennens se hizo amigo de Handel en 1735 y apoyó a Handel fielmente en todo momento. Jennens preparó los libretos de muchas de las obras de Handel). Handel da las gracias a Jennens por su "muy grata carta que incluye el Oratorio", y afirma que lo que leyó de la obra le ha dado "una gran satisfacción". Handel escribe que el esquema de trabajos para la próxima temporada es desconocido, y que "la ópera de Alcina está en marcha y se enviará según sus instrucciones". |
| 29 de junio de 1736       | Inglés     | Anthony Ashley-Cooper, IV conde de Shaftesbury (1711-1771)                                 | Handel agradece a su Señoría su carta, y afirma que encuentra "muy justas" las nociones encontradas en la "Parte de la carta de los Padres de Mi Señor Sus relacionada con la Musick (música)". |
| 28 de agosto de 1736      | Francés    | Michael Dietrich Michaelsen                                                                | Handel escribe que no hay nadie más cercano a su corazón que su querida sobrina, por lo que considera gratas la noticia de que ella se case con "una persona de tal mérito y un personaje tan distinguido". Handel toma muestra de consideración que Michaelsen solicite su aprobación, y afirma que la buena educación de su sobrina ayudará a asegurar su felicidad. Handel escribe que se ha tomado la libertad de enviar a su esposo un regalo en forma de "un reloj de oro de Delharmes, una cadena de oro y dos sellos, uno de amatista y otro de ónice", y para su sobrina un regalo de "un anillo de diamante que contiene una sola piedra que pesa algo más de siete granos, impecable y de primera agua". Handel dice que estos regalos se envían al Sr. Sbüelen en Hamburgo, y termina manifestando su deuda con Michaelsen y su esposa. |
| 29 de diciembre de 1741   | Inglés     | Charles Jennens                                                                            | Handel agradece a Jennens por su trabajo en el oratorio El Mesias, y afirma que no es necesario "vender ni una entrada en la Puerta" porque "La Nobleza me hizo el Honor de hacer entre ellos una Suscripción por 6 Noches, que llenó una Sala de 600 personas". Esperando evitar la vanidad, Handel escribe que "la representación fue recibida con Aprobación general", con (la soprano) Sigra Avolio complaciendo "extraordinariamente". Handel elogia la "la agradable sala", las otras voces e instrumentos, y al director, el Sr. Dubourgh. Destacando por su gran ánimo y buena salud, Handel afirma que "Me ejercité con mi órgano con más éxito que de costumbre". Handel escribe que abrió con el Allegro, el Penseroso y el Moderato, y asegura a Jennens que las "Palabras del Moderato son muy admiradas" por la audiencia, que incluyó: "La Flor de las Damas Distinguidas y otras Personas de la mayor calidad" y "Obispos, Decanos, Jefes de la Colecta, las personas más eminentes en la Ley como el Canciller, Auditor General, y ct ". Handel elogia el tratamiento general que ha recibido en esta "Nación generosa", y menciona que ya se ha propuesto un plan para más representaciones, con "Mi señor Duc el Señoe Teniente que fácilmente obtendrá permiso más largo para mí por Su Majestad". Handel pide a Jennens que insinúe sus "Respetos más devotos a Mi Señor y Mi Señora Shaftesbury", y sus cumplidos para Sir Windham Knatchbull. Además, Handel solicita a Jennens que presente sus "humildes servicios (de Handel) a algunos otros patrocimnadores y amigos míos". Después de solicitar noticias de la salud y el bienestar de Jennens, Handel menciona que ha oído noticias sobre el mal éxito de la ópera de Jennens, aunque (Handel) encontró la primera ópera que lo hizo "muy feliz a lo largo de mi viaje". Handel cita (en francés) las palabras de "cierto hombre noble" con respecto a "la segunda Ópera, llamada Penélope". |
| 9 de septiembre de 1742   | Inglés     | Charles Jennens                                                                            | Handel explica que había planeado una visita a Jennens en su viaje de Irlanda a Londres para dar una explicación verbal de "qué bien había sido recibido su Mesías", sin embargo, Handel adjuntó una reseña del oratorio "nada menos que del Obispo" de Elphim (Un noble muy versado en musick) ". Handel se compromete a "enviar el Libro del Mesías impreso al Sr. Sted", de parte de Jennens. Handel se reserva la reseña de sus éxitos en Irlanda hasta que se encuentra con Jennens en Londres; sin embargo, afirma que la idea de que "la Dirección de la Ópera del próximo invierno dejada a su cuidado, no tiene fundamento". Handel dice que no está seguro si continuará con Oratorios, salvo que en Irlanda ya se ha planeado una gran suscripción para ese fin en 12 meses. Handel lamenta no haberse detenido para ver a Lord Guernsey durante sus viajes, y afirma que aún falta mucho para noviembre, que es cuando espera ver a Jennens en Londres. |
| 9 de junio de 1744        | Inglés     | Charles Jennens                                                                            | Handel escribe que ha sentido inmenso placer al enterarse de la llegada segura de Jennens al país, y la mejora de la salud de Jennens. Como Jennens ha alentado los compromisos del Mesías de Handel, Handel da cuenta de su compromiso con la Casa de la Ópera en el Haymarket, así como de los cantantes: Sigra Francesina, Turner Robinson, John Beard, Thomas Reinhold, Bernard Gates y sus hijos, y "varios de los mejores cantantes para los coros". Handel espera que Susannah Maria Cibber cante para él, y espera que la deje el Sr. Riches "(para quien está comprometida en el Covent Garden House)". Por último, Handel le pide a Jennens que le envíe el primer acto del nuevo oratorio (Belshazzar). |
| 19 de julio de 1744       | Inglés     | Charles Jennens                                                                            | Handel agradece a Jennens por el primer acto de Belsasar, está de acuerdo con la larga duración del primer acto (y con los actos siguientes más cortos), y solicita a Jennens que envíe los otros actos. Handel también solicita que Jennens "señale cuales pasajes del Mesías tu crees que requieren modificación". |
| 21 de agosto de 1744      | Inglés     | Charles Jennens                                                                            | Handel agradece a Jennens por el segundo acto de Belsasar, dice que está contento con eso y que hará todo lo posible por hacerle justicia. Handel termina diciendo que está impaciente por recibir el tercer acto. |
| 13 de septiembre de 1744  | Inglés     | Charles Jennens                                                                            | Handel escribe que el "excelente oratorio" de Jennens (Belsasar) le ha agradado mucho al ponerle música, que es "una pieza noble, muy grande y poco común", y le ha dado la oportunidad de "algunas ideas muy particulares". "y" gran coro ". Handel le pide a Jennens que le envíe el último acto para que "yo pueda regularme a mí mismo lo mejor posible", y termina la carta indicando que está obligado a Jennens "por un regalo tan generoso". |
| 2 de octubre de 1744      | Inglés     | Charles Jennens                                                                            | Handel escribe que recibió el tercer acto del oratorio (Belshazzar) con mucho placer y afirma que es "muy bueno y sublime". Handel luego afirma que el trabajo es demasiado largo y que duraría cuatro horas cuando se añadiera la música. Debido a la longitud, Handel sugiere varias modificaciones, y espera que Jennens lo visite en Londres el próximo invierno. Handel escribe que tiene un buen grupo de cantantes: S. Francesina (Nitocris), Miss Anastasia Robinson (Cyrus), Mrs. Cibber (Daniel), Mr Beard (Belshazzar), Mr. Reinhold (Tobias) y "un buen número cantantes para el coro ". Handel propone "24 noches para actuar esta temporada los sábados, pero en Cuaresma los miércoles o los viernes, y que "abriré el 3 de noviembre". |
| 30 de septiembre de 1749  | Inglés     | Charles Jennens                                                                            | En respuesta a la solicitud de Jennens, Handel da su parecer sobre las características de un órgano que construirá el Sr. Richard Bridge. |
| 24 de febrero de 1750     | Inglés     | (Al encargado de la oficina)                                                               | Según palabras de Handel: "Habiendo recibido el permiso de Artillery Kettle Drums para uso mío en el Oratorio en esta temporada, le ruego que lo consigne al Portador de la presente, Sr. Frideric Smith". |
| 25 de diciembre de 1750   | Francés    | Georg Philipp Telemann (1681-1767)                                                         | Handel escribe que estaba a punto de viajar de La Haya a Londres cuando se le entregó la carta de Telemann (por parte del Sr. Passerini). Handel continúa diciendo que escuchó cantar a la esposa de Passerini y que está "convencido de su rara capacidad". Mientras los Passerinis viajan a Escocia para seis meses de conciertos, seguido de un viaje a Londres, Handel promete prestarles todo el apoyo que pueda, y afirma que la Sra. Passerini "podría perfeccionarse en la lengua inglesa" durante sus viajes. Handel promete a Telemann que siempre corresponderá a su amabilidad y que "Tus modales y tu reputación han causado una gran impresión en mi corazón y en mi mente". Handel agradece a Telemann "por el hermoso trabajo du sisteme d'intervalles que me ha enviado amablemente". Handel termina cumplimentando a Telemann por su perfecto estado de salud (siendo de "edad bastante avanzada"), y, remarcando la pasión de Telemann por las plantas exóticas, envía un regalo de un cajón caso de "flores selectas ...de encantadora rareza" con la observación "si lo que dicen es cierto, tendrá las mejores plantas de toda Inglaterra ". |
| 20 de septiembre de 1754  | Francés    | Georg Philipp Telemann                                                                     | Handel comienza informando que el capitán Jean Carsten le envió la noticia de que Telemann había muerto, pero continúa manifestando su alegría al oír más adelante (del mismo capitán) que la primera noticia era falsa. Telemann había elaborado previamente una lista de plantas exóticas que Handel podría conseguir, y Handel le escribe que le complace enormemente anunciar que los ha obtenido casi todas y que serán enviadas "por el primer barco que salga de aquí". Handel termina con la esperanza de que la presente resulte del gusto de Telemann, y requiriendo de Telemann le envíe noticias sobre el estado de su salud. |
| 11 de abril de 1759       | Inglés     |                                                                                            | Última voluntad de Händel que inicia: En el Nombre de Dios Amén. Yo George Frederic Handel, considerando lo incierto de la vida humana, escribo esta mi Voluntad de la siguiente manera... |